# Jani Ivanuša
Jani Ivanuša, slovenski politik, * 22. februar 1968.
V 8. sklicu Državnega zbora Republike Slovenije je bil poslanec iz vrst SNS.